# La Rosa, Guanajuato
La Rosa är en ort i Mexiko.   Den ligger i kommunen Pénjamo och delstaten Guanajuato, i den centrala delen av landet, 290 km väster om huvudstaden Mexico City. La Rosa ligger 1 790 meter över havet och antalet invånare är 129.
Terrängen runt La Rosa är platt åt nordväst, men åt sydost är den kuperad. Runt La Rosa är det ganska tätbefolkat, med 104 invånare per kvadratkilometer. Närmaste större samhälle är Pénjamo, 19,3 km norr om La Rosa. I omgivningarna runt La Rosa växer huvudsakligen savannskog.